# Carolina (vapor)

Carolina a fost un vapor de pasageri american, care a fost lansat la apă pe data de 30 ianuarie 1896. El a fost scufundat la 2 iunie 1918 de submarinul german U 151. Ziua scufundării lui a fost numită de americani Black Sunday („Duminica Neagră”), deoarece același submarin a scufundat aproape de coasta statului  New Jersey, în 12 ore, 6 vapoare americane.